# Supercelda

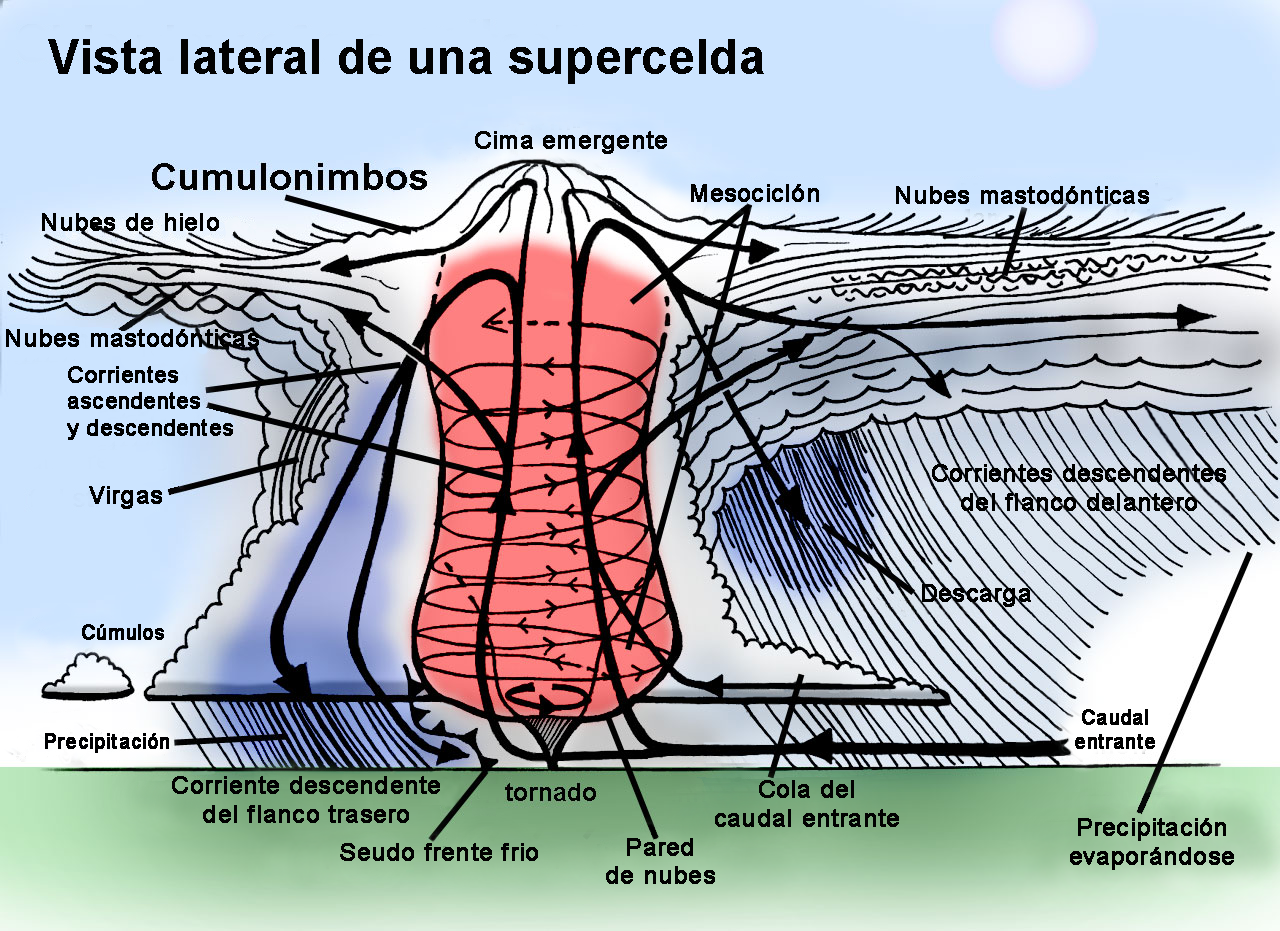
Esquema de una supercelda.

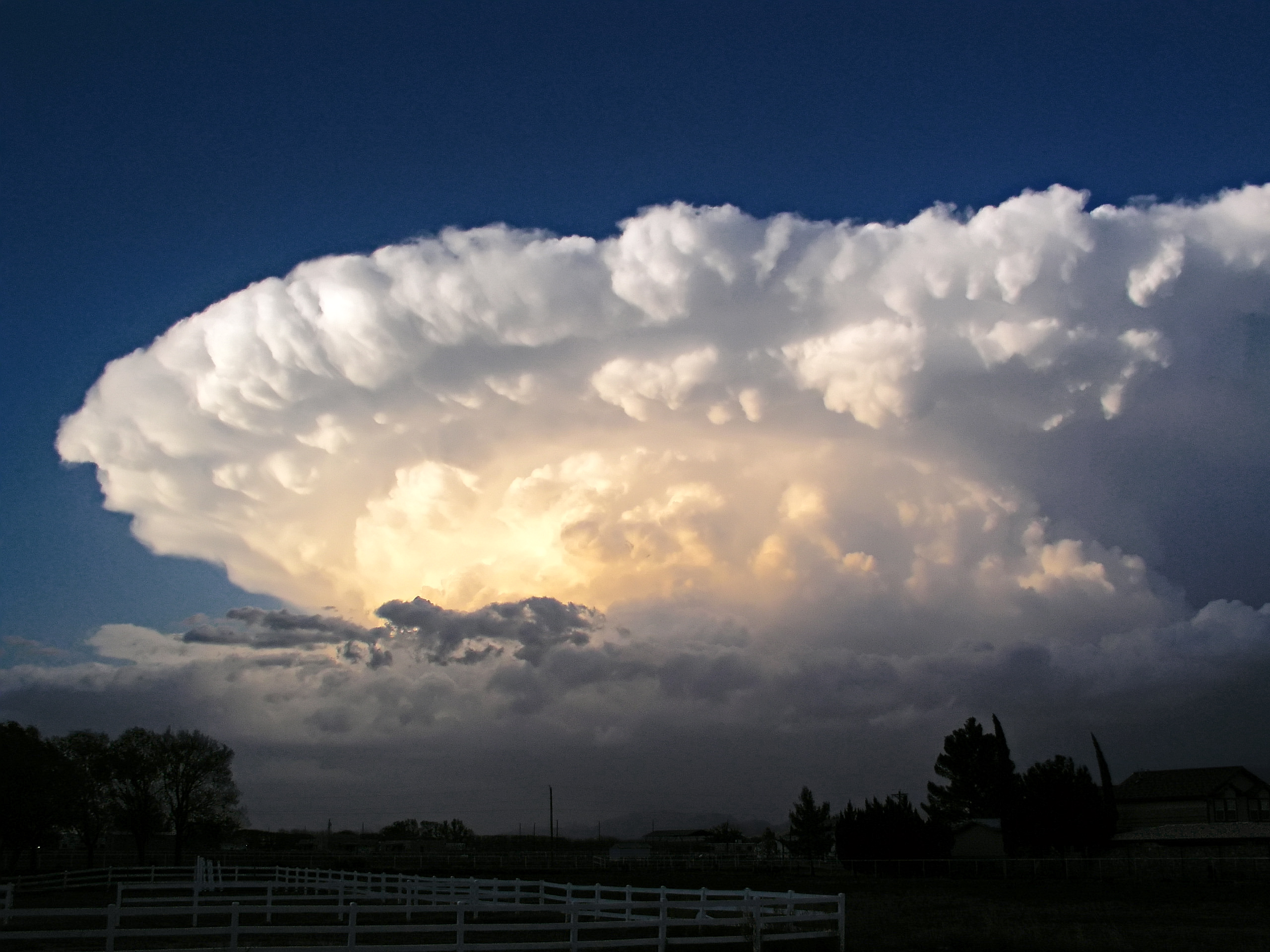
Supercelda en Nuevo México.

Una supercelda o supercélula es una inmensa tormenta en rotación. Puede durar varias horas como una entidad única. Tienen lugar en casi todo el mundo aunque más frecuentemente en las Grandes Llanuras de EE. UU. y  en las llanuras Pampeanas de Argentina. Estas tormentas son las más propensas a producir tornados de larga duración y pedazos de granizo del tamaño de una naranja.
Las superceldas tienden a formarse en condiciones de alta inestabilidad, y vientos fuertes a grandes alturas. Además presentan un sistema más organizado de circulación interna que les hacen tener una duración mucho mayor que otras. En la supercelda es común la aparición de fuertes corrientes rotatorias que la hacen potencialmente la más peligrosa de los tipos de tormenta convectivas. Pueden producir vientos fuertes, grandes granizadas y tornados de larga duración sobre una amplia trayectoria.

## Clasificación
Además de las superceldas, las tormentas pueden generar otro tipo de celdas:
- La celda simple: una región de fuertes corrientes ascendentes (al menos 10 m/s), con una sección horizontal de 10-100 kilómetros cuadrados y con una extensión vertical a través de la mayor parte de la troposfera. Cada celda de corriente ascendente tiene asociada con ella una región de precipitaciones que puede ser fácilmente identificables por el radar.

- La multicelda: numerosas celdas simples de convección en diferentes estados de desarrollo. Pueden tener asociadas clima extremo con granizos y vientos muy fuertes.